# Anelli di Nettuno
Il pianeta Nettuno possiede un debole sistema di cinque anelli planetari principali, predetti già nel 1984 da André Brahic e fotografati dalla sonda Voyager 2 nel 1989. Nei punti più densi sono paragonabili alle regioni meno dense degli anelli principali di Saturno, come l'anello C e la divisione Cassini, ma si tratta in genere di un debole sistema di anelli piuttosto tenue, costituito da polveri paragonabile agli anelli di Giove.
Sono stati chiamati con i nomi di astronomi che hanno effettuato importanti studi sul pianeta: Galle, Le Verrier, Lassell, Arago, Adams, elencati in ordine di distanza crescente da Nettuno. Un ulteriore anello coincide con l'orbita di Galatea. Altri tre satelliti hanno orbite all'interno degli anelli: Naiade, Thalassa e Despina.
La loro struttura sembra irregolare, forse a causa delle interazioni gravitazionali con i satelliti del pianeta; essi presentano notevoli interruzioni e zone più dense note come archi d'anello.

## Gli archi
A metà degli anni 1980, in seguito a diverse occultazioni stellari da parte di Nettuno, emerse per la prima volta la possibilità che Nettuno fosse circondato da archi d'anello, in numero almeno pari a tre; questo tuttavia presupponeva la presenza simultanea di almeno sei satelliti pastore, o di un solo satellite dall'orbita altamente ellittica (come poi si rivelò essere Nereide). Quando nel 1989 la sonda spaziale Voyager 2 sorvolò il pianeta la distribuzione irregolare di materia precedentemente ipotizzata fu confermata; l'anello principale, Adams, si rivelò costituito da cinque archi di anello principali.
Gli archi occupano una stretta banda longitudinale e sembrano piuttosto stabili, con minime variazioni dall'epoca della loro scoperta. L'esistenza di simili strutture non è stata ancora pienamente giustificata; normalmente ci si aspetterebbe una distribuzione uniforme di polveri e piccoli corpi ghiacciati sull'intera orbita attorno al pianeta. La stabilità potrebbe essere collegata alla risonanza orbitale tra l'anello e il suo satellite pastore Galatea.

## Costituzione
Il sorvolo della Voyager 2 permise di individuare per la prima volta anche due anelli minori; fu inoltre evidenziata la possibilità che l'intero sistema nettuniano fosse permeato da un disco diffuso di polveri opache, poco visibili a causa della presenza di composti del carbonio di colore scuro derivanti dall'impatto della radiazione solare con il metano solido, analogamente a quanto rilevato negli anelli di Urano. La percentuale di polveri negli anelli, compresa tra il 20 e il 40%, è abbastanza alta, ma la profondità ottica è invece bassa, meno dello 0,1%. Solo l'anello Adams include cinque archi distinti, Fraternité, Égalité 1 e 2, Liberté, e Courage.
L'altro anello principale, assieme ad Adams, è l'Anello Le Verrier, il cui nome è stato assegnato in onore di Urbain Le Verrier che per primo ipotizzò l'esistenza di Nettuno e fornì i calcoli che permisero di arrivare alla sua scoperta. Ha un raggio orbitale piuttosto stretto, di circa 53.200 km, e un'ampiezza di circa 113 km. La profondità ottica è di 0,0062 ± 0,0015, cui corrisponde una profondità equivalente di 0.7 ± 0.2 km. La frazione di polveri è compresa tra 40% e 70%. Si ritiene che il piccolo satellite Despina, che orbita al suo interno a 52.526 km, agisca da pastore stabilizzandone la posizione.
Osservazioni condotte dalla Terra nel 2005 hanno portato ad ipotizzare che il sistema di anelli di Nettuno sia estremamente instabile; appare che l'anello Liberté potrebbe scomparire entro la fine del XXI secolo.

## Interazioni con la magnetosfera
Il sistema di anelli planetari di Nettuno, situato sul piano equatoriale del pianeta, è immerso all'interno della sua magnetosfera; la presenza degli anelli e dei satelliti ne modifica la consistenza, raccogliendone le particelle cariche.

## Prospetto
Segue un prospetto degli anelli planetari di Nettuno.

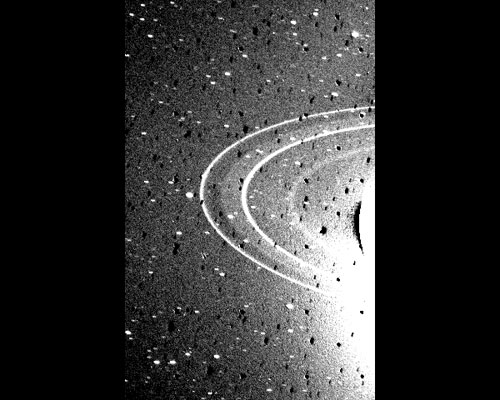
Gli anelli di Nettuno, visti dalla Voyager 2 nel 1989.

| Nome                               | Distanza dal centro di Nettuno | Ampiezza | Eponimo                           |
| ---------------------------------- | ------------------------------ | -------- | --------------------------------- |
| Anello Galle (Anello diffuso)      | 41 900 km                      | 15 km    | Johann Galle                      |
| Anello Le Verrier (Anello interno) | 53 200 km                      | 15 km    | Urbain Le Verrier                 |
| Anello Lassell                     | 55 400 km                      | -        | William Lassell                   |
| Anello Arago                       | 57 600 km                      | -        | François Arago                    |
| Anello Adams (Anello principale)   | 62 930 km                      | < 50 km  | John Couch Adams                  |
| Anello Courage                     | 62 900 km                      | -        | Coraggio                          |
| Anello Liberté (Leading)           | 62 900 km                      | -        | Libertà (motto della Francia)     |
| Anello Egalité 1 (Equidistant)     | 62 900 km                      | -        | Eguaglianza (motto della Francia) |
| Anello Egalité 2 (Equidistant)     | 62 900 km                      | -        | Eguaglianza (motto della Francia) |
| Anello Fraternité (Following)      | 62 900 km                      | -        | Fraternità (motto della Francia)  |